# Перехрестове (станція)
Перехрестове — проміжна залізнична станція Одеської залізниці. Розташована на ділянці Подільськ-Одеса. Знаходиться між станціями Мардарівка (13 км) та Затишшя (13 км).
Станцію було відкрито 1876 року посередині завеликого прогону між Затишшям та Мардарівкою. Електрифіковано станцію у складі лінії Котовськ-Мигаєве 1992 року.
Розташована а селі Перехрестове Затишанської селищної громади, Роздільнянського району Одеської області.